# هرمان روسه
هرمان روسه (انگلیسی: Herman Rosse؛ ۱ ژانویهٔ ۱۸۸۷ – ۱۳ آوریل ۱۹۶۵) کارگردان هنری، معمار و نقاش اهل ایالات متحده آمریکا بود.
او در سال ۱۹۳۰ میلادی موفق به کسب جایزه اسکار برای بهترین کارگردانی هنری برای فیلم پادشاه جاز شد.

## فیلم‌شناسی
- امپراتور جونز (۱۹۳۳)
- فرانکنشتاین (۱۹۳۱)
- پادشاه جاز (۱۹۳۰)